# Az időgép (film, 2002)
Az Időgép (The Time Machine) 2002-es amerikai sci-fi/dráma műfajú film. Főszereplői: Guy Pearce, Samantha Mumba, Jeremy Irons. A film H. G. Wells azonos című sci-fi klasszikusából készült, rendezője pedig a szerző dédunokája, Simon Wells.

## Szereplők
| Szerep                | Színész         | Magyar hang         |
| --------------------- | --------------- | ------------------- |
| Alexander Hartdegen   | Guy Pearce      | Széles Tamás        |
| David Filby           | Mark Addy       | Breyer Zoltán       |
| Mrs. Watchett         | Phyllida Law    | Mednyánszky Ági     |
| Emma                  | Sienna Guillroy | Majsai-Nyilas Tünde |
| Vox (könyvtárprogram) | Orlando Jones   | Kerekes József      |
| Mara                  | Samantha Mumba  | Rezes Judit         |
| Morlock vezér         | Jeremy Irons    | Szakácsi Sándor     |

Az időutazó tudós, Alexander Hartdegen szerepében Guy Pearce (Memento, Szigorúan bizalmas) látható. Samantha Mumba dublini születésű énekes-dalszerző ebben a filmben mutatkozik be a filmvásznon Pearce partnereként, mint Mara, a nő, aki barátságot köt Hartdegennel a távoli jövőben. A színészek között szerepel továbbá Orlando Jones (Evolúció), Mark Addy (Alul semmi), Sienna Guillory (Kiss Kiss Bang Bang), Phyllida Law (Fűbenjáró bűn) és az Oscar-nyertes Jeremy Irons (A szerencse forgandó).

## Cselekmény
|  | Alább a cselekmény részletei következnek! |

A jövő mindig titokzatos, és az ember mindig kíváncsi. Az 1890-es években egy angol feltaláló, Alexander Hartdegen e kíváncsi ember, akinek egy kedves Emma nevű hölgyismerőse van, akivel a további életét képzeli. A hölgy azonban egy rablótámadásban meghal, és a tragédia emberünket még inkább arra sarkallja, hogy megalkossa élete fő művét, az időgépet. A tudós természetesen azt is vállalja, hogy ő legyen az első, aki kipróbálja a találmányt, legfőképp mivel szeretné szerelmét megmenteni. De Emmát másodszorra is elveszíti azon az éjszakán, ezúttal egy balesetben, és emiatt úgy dönt ha a múltban nincs megoldás a jövőbe utazik, hogy megtudja, miért nem lehet a múltat megváltoztatni. Miközben körülötte az egész világ változik 2030-ig megy előre az időben, ahol már a Holdat és annak belsejét is kolonizálta az ember. Itt belép egy virtuális könyvtárba, de még nem talál választ a kérdésére, emiatt még néhány száz évet akar utazni, de hét év múlva ismét megáll. Ekkor a világ hatalmas pánikban van: a Hold egy túlméretezett robbantástól darabjaira esett, és egy része a Földbe készül csapódni. Az embereket evakuálják, mivel a felszín már nem biztonságos. Alexander egy lehulló kőtől elájul, és miközben ájultan ül az időgépben az 800 000 évvel előrébb röpíti, egy számára különös, felfoghatatlan, ellenséges világba. Addigra a kataklizma hatására az emberiség két különböző fajjá fejlődik: eloikra és morlockokra. Az eloik bennszülöttek módjára élnek, vadásznak, halásznak, viszonylagos nyugalmukat és életüket csak a másik faj, a morlock veszélyezteti. A morlockok torz, föld alatt élő ember-korcsok, akik ha elő is merészkednek akkor is csak azért, hogy az eloikra vadásszanak. Az ellenséges, gyilkos faj és a gyanakvó, de alapvetően jó szándékú bennszülöttek között pedig magára hagyva áll az a férfiú, aki a robusztus, óriás New Yorkból érkezett, és oda is szeretne hazajutni.
|  | Itt a vége a cselekmény részletezésének! |

## Akkor és most
H. G. Wellst, Az időgép című sci-fi-szerzőjét a saját korában úgy nevezték: az ember, aki látja a jövőt. Nos, ha valóban képes lett volna látni a jövőt, maga is elcsodálkozott volna azon, hogy leghíresebb regényét kétszer is megfilmesítették. Az újabb változat szorosabban kötődik H. G. Wellshez, mint az első, hiszen a 2002-es Az Időgép rendezője Simon Wells, a szerző ükunokája. Mindazonáltal nem a családi kötelékek befolyásolták a producereket a rendezőválasztásban, hanem Simon Wells munkássága, ezen belül elsősorban az Egyiptom hercege című rajzfilm.
"Láttuk, micsoda tehetsége van a rajzfilmkészítéshez, és úgy gondoltuk, remek nagyjátékfilmes válna belőle – mondja Parkes. – Fogalmam sem volt róla, hogy Simon H. G. Wells ükunokája, ez csak később derült ki számomra, akkor, amikor megtudtam, hogy ő már előzőleg is mutatott érdeklődést a film megrendezése iránt. Egyszóval, ha létezik végzet a filmgyártásban, akkor ez az volt."
"Eddig főként rajzfilmeken dolgoztam, de mindig ki szerettem volna magam próbálni nagyjátékfilmekben is – meséli Simon Wells. – Amikor olvastam, hogy a Dream Works készíti Az Időgép-et, elmentem Jeffrey Katzenberghez, hogy jelentkezzem. Nem sokkal később találkoztam Walter Parkes-szal és Laurie MacDonalddel, akik azt mondták, az én elképzeléseim alapján akarják megcsinálni a filmet.
Ezek az elképzelések tükröződtek John Logan forgatókönyvében is, aki éppen azelőtt nem sokkal készítette el a Gladiátor forgatókönyvét a stúdió számára. "Walter Parkes odajött hozzám, és megkérdezte, hogy volna-e kedvem Az Időgép-en dolgozni – emlékszik vissza Logan. – Mindössze 2 másodpercre volt szükségem ahhoz, hogy igent mondjak. Nem telt bele 5 perc, hogy megkérdezzem magamtól: "Mit tettem?". Hiszen ez a könyv nem csupán egy rangos irodalmi klasszikus, de a belőle készült George Pal-film sokak kedvence, beleértve engem is. A kezdetektől fogva egyértelmű volt számunkra, hogy a lehető legtöbbet kell átmentenünk a könyv hangulatából a celluloidra – folytatja a forgatókönyvíró. – H. G. Wellst erősen foglalkoztatta az evolúció, a futurizmus, a társadalmi osztálytudat és a szocializmus, és ezek a filozófiai és szociológiai eszmék mindvégig nyomon követhetők a könyvben. Azt hiszem, Wells műve volt az első, amely egyszerre okosan és szórakoztatóan mutatta be az időutazás fogalmát. Az a döbbenetes a dologban, hogy az olvasót is magával viszi erre az utazásra. Úgy gondolom, Wells azért nem adott nevet az időutazónak, hogy belebújhassunk a bőrébe, és átélhessük azokat a csodákat és borzalmakat, amelyeket a jövő tartogat számunkra. Wells mindkettőt lehetségesnek tartotta, az pedig, hogy melyiket választjuk, rajtunk múlik."

## Találkozni a jövővel
A történet feldolgozásakor a film készítői néhány dolgot megváltoztattak, először is elnevezték az időutazót Alexander Hartdegennek. Ha pedig már neve is volt, arca is kellett, hogy legyen. Ez az arc nem lett másé, mint a díjnyertes ausztrál színészé, Guy Pearce-é. Érdekes egybeesésnek számít, hogy Rod Taylor, a Pal-féle film főszereplője, szintén ausztrál volt.
"Mindannyian el voltunk ragadtatva Guy teljesítményétől a Priscilla, a sivatag királynőjében és a Szigorúan bizalmas című filmben – emlékszik vissza David Valdes producer –, aztán pedig Walter kezdett dicséreteket hallani a Memento-beli szerepléséről. A filmet még nem forgalmazták, de mi meg tudtuk nézni, és azonnal tisztában voltunk vele, hogy Guy a mi emberünk."
"Amióta csak gyerekkoromban láttam a George Pal-filmet, elbűvöl az időutazás gondolata – mondja Guy Pearce. – Ez a legkülönlegesebb utazás az ember számára. A végső menekülés, mert ahelyett, hogy szembenéznénk az élet megpróbáltatásaival, sokkal könnyebb számunkra, hogy képzeletünk segítségével a jövőről szóló képzelgésekbe vagy a múlt emlékeibe menekülünk. Feltétlenül szerettem volna megjeleníteni azt, hogy Alexander számára az utazás a jövőbe a menekülés nyilvánvaló formája volt. Nem hiszem, hogy tisztában van azzal, igazából mire is vágyik, amikor beindítja az időgépet, és nézi, ahogy az időmutató rohan előre, csupán azt érzi, hogy nem kötődik a korhoz, amelyben él… olyasmi érzés ez, ami mindannyiunkat hatalmába kerít életünk során. Alexandernek ugyanakkor a gép megalkotása által sikerül valósággá változtatni a nemlétező múltat és jövőt."

## Négy helyszín
Az Időgép című film négy különböző világban játszódik. Az első helyszín New York a 20. század fordulóján (ez újabb változtatást jelent az eredeti történethez képest, hiszen az Londonban kezdődött). Majd utána következik az, ami számunkra a közeli jövőt jelenti, 2030 és 2037. Végül megérkezünk a távoli jövőbe, ahol az idillikus Eloi világ mellett megtalálhatjuk a Morlock-féle sötét erőket, amelyek leginkább Dante infernójához hasonlítanak.
Kétségkívül, a film legfontosabb díszlete maga az időgép volt, amely Walter Parkes producer szerint tökéletesen hasonlít az első feldolgozásban látható időgéphez, egészen a kézi készítésű bőr borbélyszékig. "Nagyon fontos volt számunkra, hogy fejet hajtsunk George Pal előtt – mondja Parkes. – Számos apróbb-nagyobb tárgyat emeltünk át az eredeti filmből: az időgép az egyik ilyen."
Amikor elkészült, az időgép több mint 3 méter magas volt és hozzávetőleg 2800 kilogrammot nyomott, de azt a hatást lehetetlen lemérni, amelyet a stábra és a film készítőire gyakorolt. "Nem hiszem, hogy bármi is felkészíthetett volna minket arra a pillanatra, amikor megpillantottuk a valódi időgépet – állítja Wells. – Olyan pillanat volt ez, amikor mindannyian elérzékenyültünk. Három tonna alumínium és polikarbonát, amely úgy nézett ki, mintha rézből és üvegből lenne. Gyönyörű volt, és rendkívül megihletett bennünket."
Ez az ihlet különösen Guy Pearce-t ragadta meg, hiszen ő volt az, akinek valójában be kellett szállnia az időgépbe. "Színészként bizonyos fokig ötleteket merítünk a ruhákból, a sminkből, a kellékekből… azért, hogy jobban megismerkedjünk azzal a figurával, akit eljátszunk. Amikor először láttam működésbe lépni a szerkezetet, megértettem Alexander törekvéseit, és azt, hogy micsoda zseni volt."